# L'Apiculteur (revue)
Pour les articles homonymes, voir L'Apiculteur.
 (février 2016).
Si vous disposez d'ouvrages ou d'articles de référence ou si vous connaissez des sites web de qualité traitant du thème abordé ici, merci de compléter l'article en donnant les références utiles à sa vérifiabilité et en les liant à la section « Notes et références ».
L'Apiculteur est le bulletin de la Société centrale d'apiculture, publié par celle-ci.

## Histoire
La revue est lancée l'année même que celle de la création de la société centrale d'apiculture. Henri Louis Hamet en est le rédacteur en chef.